# Еко стража
Еко стража је еколошки покрет формиран 2019. године, неформална група грађана окупљена око циља заштите животне средине у Републици Србији али и њеном окружењу.

## Историјат
Еко стражу је формирао 2019. године Бојан Симишић, који је тренутно и вођа покрета. Као неформална група грађана покрет је функционисао до 2023. године. Циљ му је био да шири свест о стању животне средине у Србији, првенствено о квалитету ваздуха у Србији који је један од најгорих у Европи. Своје активности започели су на фејзбук страни са информацијама о стању квалитета ваздуха, као и последивцама дугорочне изложености. Фејзбук страница покрета је стекла велику популарност и поверење те је 2020. године организован Протест за безопасан вадух. Са протеста су послати захтеви Влади Србије да прво призна велики проблем са заерозагађењем, а затим и започне процес решавања проблема. До почетка 2023. године Протест за безопасан ваздух је одржан шест пута. Трећи протест је био најмасовнији и на њрму је присуствовало око 30.000 учесника.
Покрет Еко стража се бави загађењем животне средине на територији целе Србије, они су организатор и иницијатор кампање чишћења Србије под називом Заврни Рукаве. Крајни циљ еколошког покрета Еко страже је живот у нормалној и здравој животној средини достојног човека.
Еко стража представља пре свега онлајн заједницу, па шири круг покрета чине сви људи који активно прате канале на друштвеним мрежама, док ужи круг чине волонтери који доприносе свакоднедном раду (администратори, дизанери, техничка подршка, логистика), а свако ангажовање и рад у Еко стражи је волонтерски. Није политичка, владина или невладина организација, то је група окупљена на фејзбук страни Еко Стража, по дефилицији такзвани on-line community. Страна окупља махом младе родитеље, парове који планирају породицу, родитељи старије деце, баке и деке, као и сваког осталог које забринут за животну средину, али и своје здравље. Еко стража нема формалну хијерархију, и углавном одлучује консензусом или гласањем кад је то могуће.

## Резултати
Од свог настанка 2019. године па до 2022. Еко стража је успела да се избори за:
- Допис школама и вртићима да на дневном нивоу проверавају квалитет вадуха и прилагоде настави и активности на отвореном
- Допис вртићима од стране градског института за јавно здравље да се дозвољава родитељима да самоиницијативно набаве пречишћиваче ваздуха
- Да се на јавном сервису (РТС) грађани обавештавају када су повишене концетрације загађујућих материја.
- Да се усвоји акциони план квалитета ваздуха републике Србије за период од 2022. до 2030.

Наведени резултати су и захтеви протеста који су били упућени Влади Србије. Борба Еко страже и даље траје. Као највећи успех Еко страже јесте пробијање проблема загађеног ваздуха у јавни дискурс. Борба једног човека која је започета објављивањем на фејзбук страни резултата које је добијао мерењем загађења ручним мерачем ПМ2.5 честица у ваздуху, прерасла је у то да је Еко стража постала цео покрет, а проблем загађења ваздуха је препознат као један од највећих проблема у Србији.

## Назив
Инспирисани љубави према научној и епској фантастици, ноћној стражи из Игре престола, настао је и назив за покрет Ноћна стража. У образложењу стоји да као и ноћна стража из Игре престола чланови покрета стоје као последњи стуб одбране над сивилом које прети да однесе животе.